# Prime Time (album)
 (mars 2023).
Si vous disposez d'ouvrages ou d'articles de référence ou si vous connaissez des sites web de qualité traitant du thème abordé ici, merci de compléter l'article en donnant les références utiles à sa vérifiabilité et en les liant à la section « Notes et références ».
Albums de FireHouse
O2
(2000)
Prime Time est le septième album du groupe FireHouse, sorti en 2003.

## Liste des chansons
| No  | Titre         | Durée |
| --- | ------------- | ----- |
| 1.  | Prime Time    | 4:34  |
| 2.  | Crash         | 4:33  |
| 3.  | Door to Door  | 5:27  |
| 4.  | Perfect Lie   | 4:30  |
| 5.  | Holding On    | 4:06  |
| 6.  | Body Language | 3:53  |
| 7.  | I'm the One   | 5:24  |
| 8.  | Take Me Away  | 3:55  |
| 9.  | Home Tonight  | 3:31  |
| 10. | Let Go        | 4:39  |